# Clavaria
Pour les articles homonymes, voir Clavaire.
Genre
Clavaria (du latin clava, « massue ») est un genre de champignons basidiomycètes de la famille des Clavariaceae. Dans la classification classique, il regroupait un nombre important d'espèces terrestres, plus d'un millier, tous saprophytes et en forme de pilon ou de touffe ramifiée. Les affinités morphologiques qui semblaient unir ces champignons se sont révélées trompeuses et les « clavaires » sont désormais réparties dans de nombreux autres genres et familles.
Le sporophore est dressé soit en forme de pédoncule (étroit ou en massue), soit ramifié, soit arbustif.

## Comestibilité
Aucune de ces espèces n'est vraiment toxique, mais leur faible consistance et leur côté fibreux les rendent inintéressantes pour la consommation.[réf. nécessaire].

## Synonymie
Selon BioLib (10 oct. 2015) :
- Capitoclavaria Lloyd
- Holocoryne (Fr.) Bonord.
- Stichoclavaria Ulbr.

## Liste d'espèces
- Clavaria acuta Sowerby 1803
  - Clavaria asterospora Pat. 1887 (synonyme)
  - Clavulinopsis asterospora (Pat.) Corner 1950 (synonyme)
- Clavaria afrolutea
- Clavaria alboglobospora
- Clavaria alliacea
- Clavaria amoena - Nouvelle-Zélande
- Clavaria arborescens
- Clavaria ardosiaca
- Clavaria argillacea
- Clavaria atroumbrina
- Clavaria borealis
- Clavaria citrinorubra
- Clavaria crosslandii
- Clavaria cupreicolor
- Clavaria echino-olivacea
- Clavaria echinobrevispora
- Clavaria echinonivosa
- Clavaria falcata
- Clavaria filiola
- Clavaria flavipes
- Clavaria flavopurpurea

- Clavaria fragilis
- Clavaria fumosa
- Clavaria gibbsiae
- Clavaria globospora
- Clavaria greletii
- Clavaria incarnata
- Clavaria krieglsteineri
- Clavaria luteostirpata
- Clavaria macounii
- Clavaria maricola
- Clavaria megaspinosa
- Clavaria mima
- Clavaria muscula
- Clavaria musculospinosa
- Clavaria novozealandica
- Clavaria oronoensis
- Clavaria plumbeoargillacea
- Clavaria redoleoalii
- Clavaria rosea
- Clavaria roseoviolacea
- Clavaria rubescens
- Clavaria rubicundula
- Clavaria stegasauroides
- Clavaria stellifera
- Clavaria straminea
- Clavaria subacuta
- Clavaria subsordida
- Clavaria subviolacea
- Clavaria sulcata - Nouvelle-Zélande
- Clavaria tenuipes
- Clavaria tortuosa
- Clavaria tuberculospora
- Clavaria ypsilonidia
- Clavaria zollingeri - Nouvelle-Zélande